# Guadeloupes flagga
Guadeloupes flagga  är den franska flaggan, eftersom departementet Guadeloupe är en del av Frankrikes utomeuropeiska områden.

## Andra flaggor

Lokalt använd, inofficiell flagga. Används även av IHF för att representera Guadeloupe vid handbollsturneringar.
Röd variant av den lokalt använda, inofficiella flaggan
Flagga föreslagen av  Union populaire pour la libération de la Guadeloupe. Används av WT vid Taekwondo-turneringar.